# Hicham El Guerrouj
Hicham El Guerrouj (en árabe: هشام الݣروج‎; Berkan, Marruecos, 14 de septiembre de 1974) es un mediofondista marroquí retirado. El Guerrouj es el actual plusmarquista mundial de 1500 metros y milla, y el antiguo plusmarquista mundial de 2000 metros. Es el único hombre desde Paavo Nurmi que ha ganado una medalla de oro en 1500 y 5000 metros en los mismos Juegos Olímpicos.
El Guerrouj está ampliamente considerado como el mejor mediofondista de la historia y, en junio de 2024, todavía posee seis de los 10 tiempos más rápidos de la historia en los 1500 m, así como siete de los 15 tiempos más rápidos en la milla.
Ganó una medalla de oro en los 1.500 m en los Campeonatos del Mundo de Atletismo de 1997, 1999, 2001 y 2003. Ganó el premio al Atleta Mundial del Año en tres ocasiones y, en noviembre de 2014, fue incluido en el Salón de la Fama de la Asociación Internacional de Federaciones de Atletismo (IAAF).

## Carrera deportiva
De niño jugaba al fútbol. Empezó a hacer atletismo en serio con 15 años y en 1992 fue seleccionado por la Federación Marroquí para asistir a los Campeonatos del Mundo Junior disputados en Seúl (Corea del Sur). Allí logró una medalla de bronce, detrás de Ayoub El hajouui de España.
Empezó a darse a conocer internacionalmente a mediados de los años 1990, cuando tenía 19 años, con una marca de 3:33:61 en los 1500 m conseguida en Niza. Ese año acabó quinto en el escalafón mundial, encabezado por el argelino Noureddine Morceli (3:30:61)
En 1995 Hicham consiguió sus primeros éxitos en competiciones importantes. En invierno se proclamó campeón del mundo de 1500 m en pista cubierta y en el verano consiguió la medalla de plata en la final de esta misma prueba en los mundiales al aire libre de Gotemburgo, con 3.35.28, solo superado por el argelino Morcelli (3.33.73). En ese año su mejor marca fue 3.31.16 conseguidos en Colonia, la tercera mejor marca del mundo de ese año.
Hicham era uno de los favoritos para ganar el oro en los Juegos Olímpicos de Atlanta 1996, pero cuando se estaba disputando la final de los 1500 m, una caída a mitad de carrera le obligó a abandonar la prueba, que sería ganada otra vez por el argelino Morceli, con el español Fermín Cacho segundo. No obstante, pocas semanas después de los Juegos Olímpicos demostró su gran categoría haciendo en Bruselas su mejor marca personal con 3.29.05, que le convirtió en líder mundial del año.
En 1997 se proclamó campeón del mundo de 1500 m, tanto en pista cubierta como en los mundiales al aire libre disputados en Atenas. En febrero batió las plusmarcas del mundo de 1500 m y la milla en pista cubierta con 3.31.18 y 3.48.45 respectivamente, y en el verano en la reunión de Zúrich, mejoró de nuevo su mejor marca haciendo 3.28.91, siendo por segundo año el líder mundial.
En 1998 no se disputaron competiciones de importancia, pero en la reunión de Roma celebrada el 14 de julio consiguió por fin su gran objetivo de batir la plusmarca mundial de los 1500 m con 3:26.00, superando en más de un segundo la anterior marca de Morceli que databa de 1995 (3.27.37)
En 1999 ganó de forma espectacular la medalla de oro en los Campeonatos Mundiales de Sevilla, con una marca de 3.27.65, el tiempo más rápido nunca visto en un gran campeonato, ya sean Juegos Olímpicos, campeonatos mundiales o europeos. Como guinda del pastel batió en Roma la plusmarca mundial de la milla con 3.43.12, superando la anterior plusmarca de Morceli que databa de 1993 (3.44.39)
Era el gran favorito para llevarse la medalla de oro de los 1500 m en los Juegos Olímpicos de Sídney 2000, pues poco antes de acudir a Australia hizo un gran tiempo de 3.27.21 en Zúrich. Sin embargo en la final olímpica Hicham se vio sorprendido en la recta de meta por el poderoso atleta keniano Noah Ngeny, que venció con 3.32.07, nueva plusmarca olímpica. Hicham se tuvo que conformar con la plata por la marca 3.32.32, pese a ser el mejor del mundo entre 1996 y 2000.
Hicham continuó su dominio en 2001, cuando hizo en Bruselas un tiempo de 3.26.12, muy cercano a su propia marca del mundo, y en los Campeonatos del Mundo disputados en Edmonton ganó por tercera vez consecutiva el título de los 1500 m, igualando los tres títulos de Morceli entre 1991 y 1995.
Tras volver a dominar el escalafón en 2002 (3.26.89 en Zúrich) El Guerrouj decidió buscar mayores desafíos, y sin abandonar la prueba de 1500 decidió dar el salto a la distancia superior, los 5.000 m, con la vista puesta en los siguientes Juegos Olímpicos.
Su apuesta tuvo un éxito completo. El 12 de junio de 2003 consiguió en la ciudad checa de Ostrava un crono de 12.50.24 en los 5.000 m, pese a ser segundo en la prueba por detrás de Stephen Cherono (12:48,81). Cherono y El Guerrouj fueron los líderes del año en esta prueba.
En los mundiales de París 2003 probó por primera vez a intentar el doblete en 1500 y 5.000 m, con la dureza que supone hacer cinco carreras en menos de una semana. Ganó en los 1500 metros su cuarto título mundial consecutivo, algo que nadie había hecho en esta prueba, y en los 5.000 m solo cedió en una carrera rapidísima ante el keniano Eliud Kipchoge por cuatro centésimas (12.52.79 por 12.52.83)
Además de su apuesta por los 5.000 m, en este 2003 volvió a liderar el escalafón de 1500 m por octavo año consecutivo (3.28.40 en Bruselas)
La gran competición de su vida iban a ser los Juegos Olímpicos de Atenas 2004. Tras las desilusiones de Atlanta y Sídney, Hicham apostó a lo grande para conseguir un doblete histórico. Desde el mítico finlandés volador Paavo Nurmi que lo hizo en 1924 nadie había sido capaz de hacer este doblete en unos Juegos Olímpicos. En ambas pruebas El Guerrouj encontró una feroz resistencia. En la final de 1500 m, una carrera de ritmo lento, solo pudo imponerse en un acelerón agónico al keniano Bernard Lagat sobre la misma línea de meta, para ganar con 3.34.18. Bernard Lagat fue plata y el portugués Rui Silva medalla de bronce.
Más difícil aun eran las cosas en el 5.000, pues aparte del cansancio acumulado, en la prueba estaba nada menos que el reciente plusmarquista mundial de la distancia y campeón olímpico de 10.000 m, el etíope Kenenisa Bekele. Sin embargo el ritmo lento de la carrera jugó a favor de El Guerrouj, ya que no tuvo problemas para aguantar el ritmo de los etíopes y, gracias a su mejor final, dado que proviene de una distancia inferior, consiguió alzarse con la medalla de oro con 13.14.39, mientras Bekele solo podía hacer plata y el keniano vigente campeón mundial Eliud Kipchoge, bronce.
Este doble éxito hizo de Hicham El Guerrouj una de las grandes estrellas de los Juegos de Atenas, siendo considerado por muchos como el mejor mediofondista de la historia. Tras los Juegos fue recibido como un héroe en su país, donde es el ídolo de los jóvenes como en su día lo fuera Saïd Aouita. En España fue reconocido con el Premio Príncipe de Asturias de los Deportes, que recogió en la ciudad asturiana de Oviedo, entre una gran ovación.
Con 30 años cumplidos, Hicham decidió tormarse el año 2005 con más calma, planeando ya su pronta retirada. Aunque tenía previsto asistir a los Mundiales de Helsinki finalmente una amigdalitis le impidió competir en la capital finlandesa, aunque estuvo como espectador.
Anunció su retiro el 22 de mayo de 2006. Explicó que ya había realizado todos sus objetivos y que no tenía ya nada que demostrar. Con él se va el que probablemente ha sido el mejor mediofondista de la historia.

## Otras actividades
De forma paralela a su actividad deportiva, Hicham ha colaborado con diversas causas humanitarias. Fue nombrado Embajador de Buena Voluntad de UNICEF y colabora en ámbitos de la escolaridad, la salud, la nutrición y del desarrollo en beneficio de los niños marroquíes.

## Galardones
Fue nombrado mejor atleta del año después de permanecer invicto en más de 20 carreras, convirtiéndose en el primer hombre en ganar el premio en años consecutivos por la Federación Internacional de Atletismo (IAAF) en 2001, 2002 y 2003. En 2003 fue elegido como miembro de la Comisión de Atletas IAAF. El 7 de septiembre de 2004 El Guerrouj fue condecorado con el "Comandante de Cordon" por el rey Mohammed VI de Marruecos. En ese mismo año fue galardonado con el Premio Príncipe de Asturias de los Deportes.

## Marcas personales
- 800 metros: 1:47,18 (1995)
- 1.000 metros: 2:16,85 (1995)
- 1.500 metros: 3:26,00 (1998)
- Milla (1.609,344 m): 3:43,13 (1999)
- 3.000 metros: 7:23,09 (1999)
- 5.000 metros: 12:50,24 (2003)

### Sus 10 mejores 1.500 metros
- 3:26.00, Roma,     14.07.1998 (Récord del Mundo)*
- 3:26.12, Bruselas, 24.08.2001
- 3:26.45, Zúrich,   12.08.1998
- 3:26.89, Zúrich,   16.08.2002
- 3:26.96, Rieti,    08.09.2002
- 3:27.21, Zúrich,   11.08.2000
- 3:27.34, Mónaco,   19.07.2002
- 3:27.65, Sevilla,  24.08.1999
- 3:28.21, Mónaco,   09.09.1995
- 3:28.37, Mónaco,   06.07.2001

### Sus 5 mejores millas (1.609,344 m)
- 3:43.13, Roma,   07.07.1999 (Récord del Mundo)**
- 3:44.60, Niza,   16.07.1998
- 3:44.90, Oslo,   04.07.1997
- 3:44.95, Roma,   29.06.2001
- 3:45.64, Berlín, 26.08.1997